# Nach uns die Sintflut

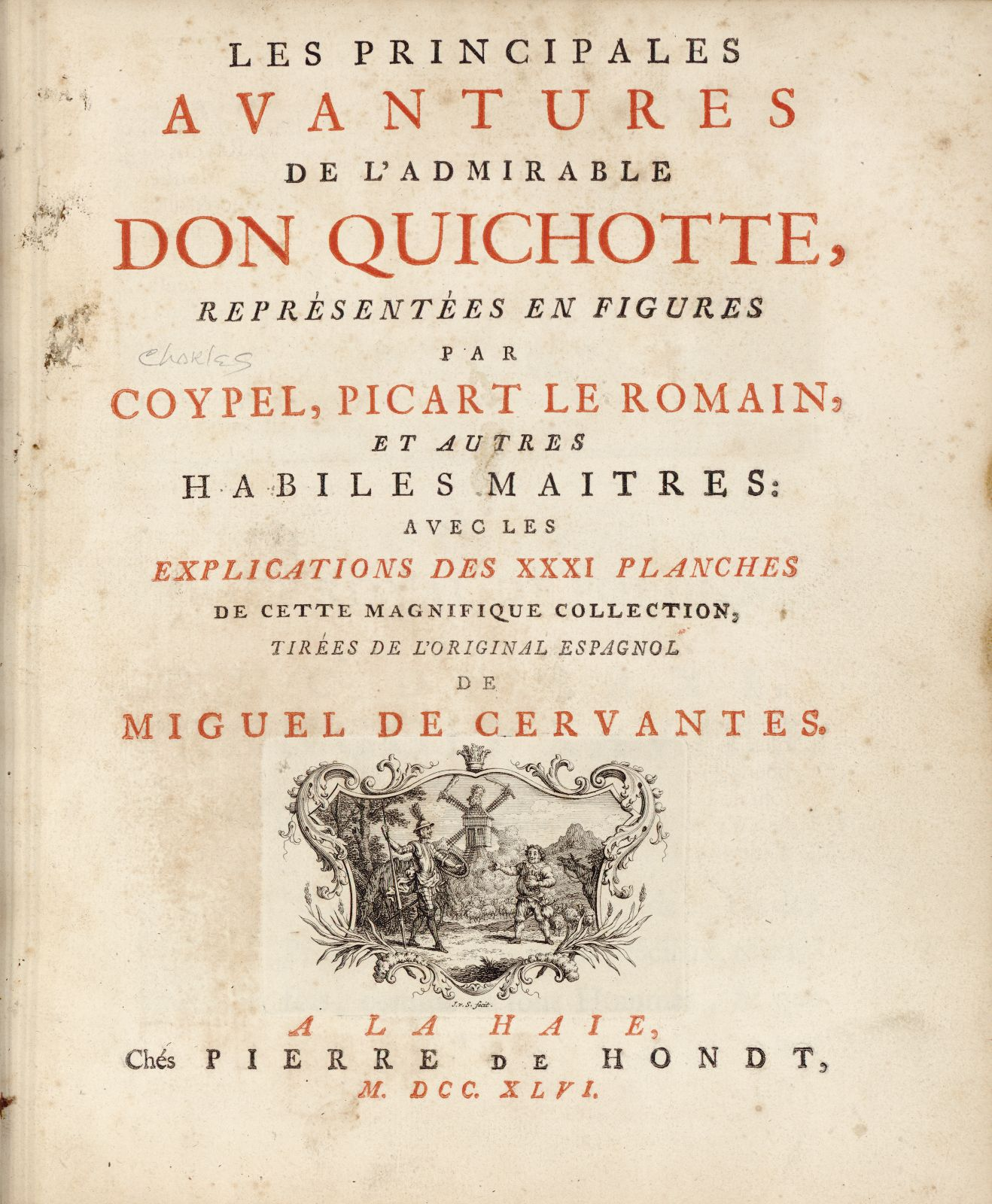
Les avantures de Don Quichotte, Den Haag 1746

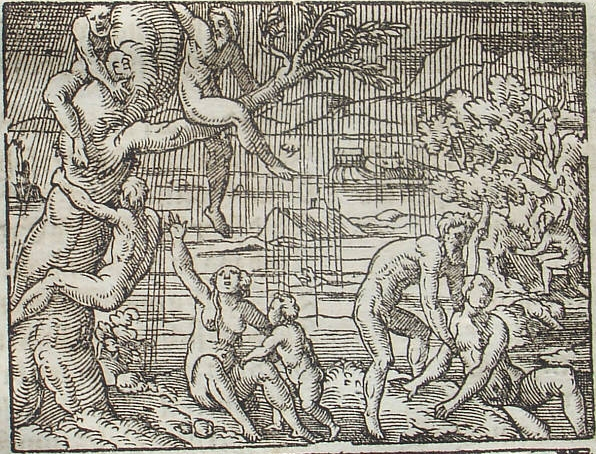
Deukalions Sintflut, Holzschnitt zu Ovids Metamorphosen von Virgil Solis (1514–1562)

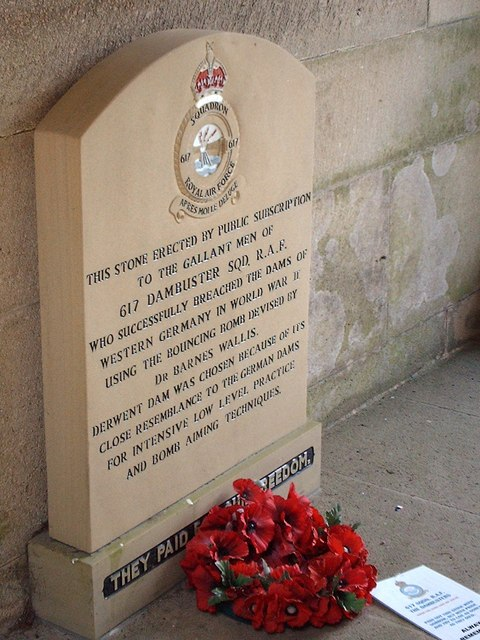
Gedenkstein für die 617 Dambuster Squadron der Royal Air Force

„Nach uns die Sintflut“ (in Österreich vor allem „Hinter uns die Sintflut“) ist ein geflügeltes Wort, das Gleichgültigkeit gegenüber Zukünftigem zum Ausdruck bringen soll. Die Redensart ist auch in der Singularform „Nach mir die Sintflut“ bzw. „Hinter mir die Sintflut“ gebräuchlich. Entsprechend schreibt Karl Marx in Das Kapital. Band I (1867): „Après moi le déluge! ist der Wahlruf jedes Kapitalisten und jeder Kapitalistennation.“

## Ursprung
Der Ausspruch wird auf die Marquise de Pompadour (1721–1764) zurückgeführt. Während eines Festes, das durch die Nachricht von der Niederlage bei Roßbach (1757) gestört zu werden drohte, soll sie « Après nous le déluge ! » („Nach uns die Sintflut!“) ausgerufen haben.
Abbé Gabriel Bonnot de Mably schrieb im sechsten, Marly, den 18. August 1758 datierten Brief seiner « Droits et devoirs du citoyen » (1789; „Rechte und Pflichten des Bürgers“) vom französischen Parlament:

« l’avenir les inquiète peu : après eux le déluge. »

„Die Zukunft beunruhigt sie wenig: Nach ihnen die Sintflut.“

„Après nous le Déluge“ findet sich allerdings auch schon in der französischsprachigen Ausgabe des Don-Quijote-Romans, die 1746 von Pieter de Hondt in Den Haag herausgebracht wurde.
Als ursprüngliche Quelle bietet sich nach dem Wörterbuch der Antike (1933) das Epigramm Anth. Graec. XI 19 des Straton von Sardis an, welches – mit Carmen I,11 des Horaz vergleichbar – dazu ermuntert, im Kreis von Knaben zu trinken und zu lieben, sich zu salben und zu schmücken, zu genießen, bevor man gestorben sein wird und Deukalion (gemeint ist die griechische Version der Sintflut, die Deukalion und seine Frau Pyrrha als einzige überlebten) die toten Gebeine wegspült.
Übersetzung Hermann Beckby
Jetzt mußt du trinken und lieben! Nicht ewig, Demokrates, klingen
froh uns die Becher, nicht stets lacht uns von Knaben ein Kreis.
Komm, wir salben den Leib und drücken ins Haar uns die Kränze,
ehe die andern am Grab Blumen und Düfte uns weihn.
Jetzt noch soll mein Gebein den Strom dieses Weines genießen:
Ist es gestorben und tot, spül es Deukalion weg!
Original
Καὶ πίε νῦν καὶ ἔρα, Δαμόκρατες· οὐ γὰρ ἐς αἰεὶ
πιόμεθ᾿, οὐδ᾿ αἰεὶ παισὶ συνεσσόμεθα.
καὶ στεφάνοις κεφαλὰς πυκασώμεθα, καὶ μυρίσωμεν
αὑτούς, πρὶν τύμβοις ταῦτα φέρειν ἑτέρους.
νῦν ἐν ἐμοὶ πιέτω μέθυ τὸ πλέον ὀστέα τἀμά·
νεκρὰ δὲ Δευκαλίων αὐτὰ κατακλυσάτω.

## Trivia
Die No. 617 Squadron (617. Staffel) der britischen Royal Air Force, die im Zweiten Weltkrieg Einsätze gegen deutsche Staudämme flog, trägt bis heute Après moi, le déluge als Motto.
Falco verwendete die Phrase in seinem Titel Hinter uns die Sintflut auf seinem 1982 erschienenen Debütalbum Einzelhaft.